# Nagyfrekvenciás előerősítő
A nagyfrekvenciás előerősítő mind az egyenes vevők, mind a szuperheterodin rádiókészülékek egyik legmeghatározóbb szerkezeti eleme. A szaknyelv nevezi még bemeneti fokozatnak vagy rádiófrekvenciás erősítőnek, röviden pedig RF fokozatnak.

## A nagyfrekvenciás előerősítő feladata

### Vevőkészülékekben
A nagyfrekvenciás előerősítő feladata, hogy az antennajel egy meghatározott, keskeny tartományát erősítse, mindemellett a helyi oszcillátorral egyidejűleg hangolhatónak kell lennie.
A helyi oszcillátor és a nagyfrekvenciás előerősítő frekvenciameghatározó rezgőkörei állomáskereséskor egyszerre hangolódnak, oly módon, hogy a két rezgőkör rezonanciafrekvenciájának különbsége mindig a középfrekvencia értéke. A nagyfrekvenciás előerősítő frekvenciameghatározó rezgőkörei műsorvételkor az adóállomás adási frekvenciájára van hangolva.
Ezek a frekvenciameghatározó rezgőkörök a hangolóegység részei. Több sávos rádióknál minden sávhoz külön-külön hangolható rezgőkör tartozik. Hogy melyik rezgőkör csatlakozik a nagyfrekvenciás előerősítőhöz, azt a hangolóegység sávkapcsolójának állása határozza meg. (A helyi oszcillátor rezgőkörei is hasonló megoldásúak.)
A nagyfrekvenciás előerősítő csak feszültségerősítést végez, teljesítményerősítést nem.

### Adóberendezésekben
A nagyfrekvenciás előerősítő az adóberendezésekben a keverő után található, feladata a keverőről lejövő modulált jel erősítése olyan szintre, amivel meghajtható az adóvégfokozat. Ez a teljesítmény néhányszáz mW és néhány W között lehet. Mivel szelektív erősítő, így kiszűri a keverőben keletkezett jelből a tükörfrekvencián megjelenő komponenst.

## Felépítése
A nagyfrekvenciás előerősítők felépítésüket tekintve két fő részre különíthetők el:
- A osztályú erősítő: torzításmentes erősítésről gondoskodik. Erősítőelemként nagy erősítési tényezőjű, és kis zajú félvezetők használatosak.
- Rezgőkör: azt a frekvenciát határozza meg, amelyen az erősítő a legnagyobb erősítést végzi. Vevőkészülékeknél az antennaillesztés is itt történik, gyakori, hogy a rezgőkör tekercsének megcsapolásán keresztül viszik be az antennajelet. Elterjedt a transzformátoros megoldás is, ahol a transzformátor primer köre az antennabemenethez csatlakozik, a szekunder kör pedig a rezgőkör tekercse. Az utóbbi megoldás az antennát és a földelést is galvanikusan leválasztja a készülék többi részétől.

Hosszú- és középhullámon a legtöbb műsorvevő készülékben a bemeneti rezgőkör tekercse a maga a ferritantenna.

## Áramköri megoldások
Az általánosan elterjedt, műsorvevő rádiókészülékek többségénél a nagyfrekvenciás előerősítő, a helyi oszcillátor és a keverő egy fokozatban van megoldva. Ezt a fokozatot önrezgő keverőnek, más néven Autodin keverőnek nevezik. Műsorszóró állomás vételére az adott vételkörzetben normál körülmények között egy ilyen felépítésű rádió is megfelelő vételt biztosít.
A drágább, HIFI készülékek rádióvevői, vagy egyéb, speciális rádiókészülékek, amatőr rádiók nagyfrekvenciás előerősítője(i) különálló fokozat(ok)ban van megoldva.

### A bemeneti rezgőkör
A bemeneti rezgőkör rezonanciafrekvenciája határozza meg a nagyfrekvenciás erősítő üzemi frekvenciáját, a jósági tényezője pedig a nagyfrekvenciás előerősítő szelektivitását. Feladata, hogy a venni kívánt csatorna frekvenciája közelében áteresszen, azon kívül pedig szűrjön.
A nagyfrekvenciás előerősítőnek a bemeneti szűrés mellett az impedanciaillesztést is biztosítani kell, mivel:
- a rezgőkör impedanciája a rezonanciafrekvencián nagyobb, mint az erősítőfokozat bemeneti impedanciája
- a rezgőkör impedanciája a rezonanciafrekvencián nagyobb, mint az antenna talpponti impedanciája
- az erősítőfokozat bemeneti impedanciája nagyobb, mint az antenna talpponti impedanciája.

Nem megfelelő illesztés esetén számottevő veszteségek keletkezhetnek és a rezgőkör frekvenciagőrbéje ellaposodik, a szelektivitás romlik.

### Az erősítőfokozat
A nagyfrekvenciás előerősítő a vevőkészülékek legelső erősítőfokozata. Kis bemeneti feszültséggel dolgozik, 10 μV – 100 μV nagyságrendű a kiinduló feszültségszint. Egy rosszul megválasztott félvezető esetén ez a feszültségszint összemérhető a félvezetőben keletkező zajfeszültséggel. A nagyfrekvenciás erősítő jel/zaj viszonya meghatározza az egész készülék jel-zaj viszonyát.
A nagyfrekvenciás erősítő egyik fontos paramétere a zajjal határolt érzékenység. Ez azt jelenti, hogy a vevőkészülék a nagyfrekvenciás előerősítőben keletkező zajfeszültségtől kisebb feszültségű bemeneti jelre érzéketlen.
Hogy a nagyfrekvenciás előerősítőben minél kevesebb zaj keletkezzen, gondosan meg kell válogatni a felhasznált alkatrészeket:
- olyan félvezetők használata, amelyeket kifejezetten rádiófrekvenciás felhasználásra gyártottak
- fémréteg ellenállások használata
- kerámiakondenzátorok használata

### Megvalósítása tranzisztoros kapcsolással
Az alábbi ábra egy fix frekvencián működő tranzisztoros kapcsolást mutat be:
Az AC szimuláció során 100 μV-os bemenő jelet használunk és 50 Ω-os bemeneti impedanciát alakítunk ki. Ezt a V1-R1 komponensekkel szimuláljuk.
Az antennajel a Tr1 bemeneti transzformátor L3 tekercséhez kapcsolódik. Az L3 tekercs az L1, L2 rezgőköri tekercsekkel laza csatolásban van, szoros csatolás esetén lerontaná a rezgőkör jósági tényezőjét, vagyis lerontaná a készülék szelektivitását.
Az L1, L2 tekercs gyakorlatilag egy csapolt tekercs. Mivel a rezgőkör impedanciája a rezonanciafrekvencián lényegesen nagyobb, mint az erősítőfokozat bemeneti ellenállása, így itt is illesztésre van szükség. Ha az erősítőt közvetlenül a rezgőkör melegpontjához kapcsolnánk, az lerontaná a rezgőkör jósági tényezőjét, így lerontaná a készülék szelektivitását is.
A gyakorlatban bevált, hogy az erősítőhöz kapcsolódó kivezetést a tekercs megcsapolásával alakítják ki, oly módon, hogy a földponttól számolva a tekercset menetszám szerinti 1/3 részénél megbontják. Ez felfogható két tekercsként, amelynek menetszám-áttétele
{\displaystyle {\frac {N_{2}}{N_{1}}}\approx {\frac {1}{3}}}, ebből adódik, hogy {\displaystyle {\frac {L_{2}}{L_{1}}}\approx {\frac {1}{9}}}, tehát az impedanciaáttétel {\displaystyle {\frac {X_{L_{2}}}{X_{L_{1}}}}\approx {\frac {1}{9}}}.
A bemeneti rezgőkör rezonanciafrekvenciája pedig a következőképp alakul:
{\displaystyle f_{0}={\frac {1}{2\pi {\sqrt {C(L_{1}+L_{2})}}}}}
Az L3 antennaköri tekercs laza illesztéssel csatlakozik, induktivitása
{\displaystyle L_{3}\approx {\frac {L_{2}}{9}}}
Az L3 menetszáma pontosan nem határozható meg számolással, mivel csak az L1, L2 tekercs van közös vasmagon, az antennaköri tekercs lehet légmagos, vagy különálló vasmaggal is rendelkezhet. Ha vasmagos, és a vasmag anyaga megegyezik az L1, L2 tekercsek vasmagjának anyagával, a menetszám ebben az esetben:
{\displaystyle N_{3}={\frac {N_{2}}{3}}={\frac {N_{1}}{9}}}
A tekercsek elhelyezése a csévetesten az alábbi ábra szerint valósítható meg:
A sárga a műanyag csévetestet jelöli, a fekete pedig a vasmagot. A csévetest belső felülete és a vasmag menettel van ellátva, így a baloldali ábrán utólag állítható az induktivitás, a jobboldali ábrán pedig az antennakör csatolása és induktivitása is állítható a vasmag kijjebb vagy beljebb csavarásával.
A bemeneti szűrő és az erősítőfokozat között a galvanikus elválasztásról a C2 kondenzátor gondoskodik. Ennek a kondenzátornak az üzemi frekvencián rövidzárat kell képeznie.
Az erősítőkapcsolás egy földelt emitteres A osztályú erősítő, ami a V2 12V-os feszültségforrással van megtáplálva. A C3 kondenzátor az emittert hidegíti, a C4 kondenzátor pedig a kimeneti csatolókondenzátor.
Az R6 ellenállás a következő fokozat bemeneti impedanciáját szimulálja.
A szimuláció a középhullámú műsorszóró sáv frekvenciatartományában lett végezve. A szimuláció során mérve lett a kimeneti feszültség (Pr1) és a bemeneti feszültség (Pr2) is. A szimuláció során kapott frekvenciamenetet az alábbi ábra mutatja:
A Pr2 mérőműszeren kapott görbe mutatja, hogy a bemeneti szűrő az antennakörre is visszahat, tehát a csatornán kívüli jelek már a bemeneten blokkolódnak:
A két görbéről leolvasható, hogy a rezonanciaponton mért bemeneti feszültség 80 μV körüli, a kimenet feszültség pedig 120 mV körüli. A fokozat feszültségerősítése tehát {\displaystyle {\frac {120}{0.08}}=1500} -szoros, ami decibelben kifejezve {\displaystyle 20log(1500)=63.5dB}.

#### A nagyfrekvenciás erősítő hangolása forgókondenzátorral
Állomáskereséskor a nagyfrekvenciás előerősítő bemeneti köreit is hangolni kell, továbbá gondoskodni kell arról, hogy ez a hangolás a helyi oszcillátorral is egyidejű legyen. A hangolásról úgy gondoskodunk, hogy a bemeneti rezgőkör kondenzátorával párhuzamosan kapcsolunk egy forgókondenzátort.
2-V-y egyenes vevők esetén két nagyfrekvenciás előerősítőfokozatot kell egyidejűleg hangolni.
A C10-C11 kettős forgókondenzátor hidegpontja a rezgőkör hidegpontjához csatlakozik, leválasztókondenzátorra (mint a helyi oszcillátor esetében) itt nincs szükség, mivel a kettősforgó közös pontja és a rezgőkör hidegpontja is földpotenciálon van. A C9 trimmerkondenzátor a kapacitások finombeállítását szolgálja.
Szuperheterodin vevők esetében a nagyfrekvenciás erősítőt nevezik modulátorkörnek, mivel ennek a fokozatnak a kimenő jelével modulálják a helyi oszcillátor által előállított szinuszjelet. A bemeneti rezgőkört is modulátorköri rezgőkörnek, vagy modulátorkörnek nevezik.
Több sávos készülékek esetén előfordul, hogy mind a modulátorkör, mind az oszcillátorkör rezgőköreit külön panelen helyezik el, ahol minden frekvenciasávhoz tartozik egy oszcillátorköri és egy modulátorköri rezgőkör. A forgókondenzátor, a rezgőkörök, és az áramkör közötti kapcsolatot a sávkapcsoló határozza meg. A forgókondenzátor és a rezgőkörök a hangolóegység részei, méretezésük is abban a szócikkben szerepel.

#### Nagyfrekvenciás erősítő hangolása varikap diódával
Varikap diódával kényelmesen hangolhatóvá tehető a nagyfrekvenciás előerősítő, mivel ennél a megoldásnál egy potenciométerrel történhet a hangolás. Megfelelő előtét ellenállások alkalmazásával megoldható az oszcillátor és a nagyferekvenciás előerősítő rezgőköreinek együttfutása is. Mivel az együttfutás problémája könnyen megoldható, így akár több hangolható előerősítő alkalmazását is lehetővé teszi. Továbbá lehetőséget biztosít, hogy a készüléket több állomásra is behangoljuk, melyek között kapcsolókkal tudunk választani. HiFi rádiótunereknél és televízióknál alkalmazzák ezt a megoldást.
Egy nagyfrekvenciás előerősítő varikap diódákkal történő hangolását úgy oldhatjuk meg, hogy a bemeneti hangolt körébe iktatjuk be leválasztókondenzátor segítségével, a varikap diódák pedig külön egyenfeszültséget kapnak. A varikap diódákat viszonylag nagy egyenfeszültséggel kell megtáplálni, 20-40V körüli a maximumfeszültségük, a rajtuk átfolyó áram viszont elhanyagolható, így egyszerű potenciométerekkel szabályozhatjuk a diódára jutó egyenfeszültséget.
A varikap dióda kapacitása a katódjára kapcsolt egyenfeszültség növelésével csökken, tehát párhuzamos rezgőkörben alkalmazva a rezgőkör rezonanciafrekvenciája növekszik, így elérhető, hogy a nagyfrekvenciás erősítő erősítési frekvenciatartományát egy egyenáramú feszültségszint határozza meg.  Mivel a varikap diódák áramfelvétele kicsi, így ezt az egyenáramú szintet egy egyszerű potenciométerrel is tudjuk szabályozni.
Mivel a varikap dióda külön egyenfeszültségű megtáplálást igényel, ezért egyenáramúlag le kell választani az bemeneti rezgőkörről, mivel a tekercs a dióda hangolófeszültségét rövidre zárná.. Erről a C12 kondenzátor gondoskodik. A varikap dióda anódját nem kell leválasztani, mivel az amúgy is a földponthoz csatlakozna.
Meg kell akadályozni, hogy a hangolófeszültség nagyfrekvenciás összeköttetésbe kerüljön a hangolófeszültséget szabályozó fokozattal. Erről az L2 fojtótekercs és a C89 kondenzátor gondoskodik.
Mivel az oszcillátorfrekvencia  (szürkített rajzrész) és a nagyfrekvenciás előerősítő rezgőköreinek frekvenciája eltér, ezért a két varikap diódát különböző feszültséggel kell megtáplálni. A nagyfrekvenciás előerősítő hangolófeszültségének finombeállítása az R7, R8 ellenállásokkal oldható meg. A POT1 potenciométer az állomáskereső, ennek állítása kihat a helyi oszcillátorra és a nagyfrekvenciás előerősítőre is.
A varikap diódák hangolására szolgáló egyenfeszültség a P3 csatlakozáson kerül a rendszerbe. A hangolófeszültség stabilitása kritikus, előállítása szűrt, stabilizált tápegységet igényel.

## Megjegyzés
Az áramköri ábrák és szimulációs diagramok a QUCS nyílt forrású áramkörszimulációs programmal készültek a jegyzetként használt könyvekben szereplő áramköri kapcsolások alapján.